# Csőre töltve
A Csőre töltve (eredeti cím: Loose Cannons) 1990-es amerikai akcióvígjáték, amelyet Bob Clark rendezett. A forgatókönyvet Clark, Richard Christian Matheson és Richard Matheson készítették. A főbb szerepekben Gene Hackman, Dan Aykroyd és Dom DeLuise. 1990. február 9-én mutatták be az Egyesült Államokban. Magyarországon 1990. augusztus 30-tól futott a mozikban.

## Cselekmény
Kurt von Metz egy felvételen fiatal német tisztként látható, amint Adolf Hitlernek segít öngyilkosságot elkövetni. Évekkel később nyugat-német kancellárjelöltként a férfi megszervezi, hogy mindenkit, aki látta a filmet, meggyilkoljanak. A gyilkosságok Washington D.C. környékén történnek, és a városi rendőrség tisztjeit, MacArthur „Mac” Sternt és Ellis Fieldinget küldik a bűntények kivizsgálására. Ellis identitászavarban szenved, ami aktiválódik, amikor erőszakkal szembesül.
Mac és Ellis a pornófilmes Harry Gutterman segítségével próbálnak a film nyomára bukkanni, és New York felé veszik az irányt. Hanem a vasútállomáson félre kell vezetniük az FBI-t, és leugranak a New York-i vonatról, hogy egy clevelandi szerelvényre szálljanak. A vonaton Mac észreveszi, hogy egy másik beépített csapat is követi őket, amelynek vezetője Rebecca „Riva” Lohengrin, a Moszad ügynöke, aki Izrael washingtoni nagykövetségén dolgozik. Miután túlélnek egy helikopteres támadást, leugranak a folyóba, és eljutnak New Yorkba. Ellis bevallja Macnek félelmét, hogy egy újabb idegroham végzetes lehet a számára, de Macnek sikerül bátorságot öntenie a férfiba. Mac megtalálja a filmet, és a tűzpárbajban odajuttatja Rivának. Az anyagot aznap este levetítik Metz beszéde alatt, a három bajtárs pedig egy kórházban lábadozik.

## Szereplők
| Szerep                         | Színész              | Magyar hang     |
| ------------------------------ | -------------------- | --------------- |
| Ellis Fielding                 | Dan Aykroyd          | Szakácsi Sándor |
| MacArthur Stern                | Gene Hackman         | Reviczky Gábor  |
| Harry "Szívkirálynő" Gutterman | Dom DeLuise          | Kránitz Lajos   |
| Smiley                         | Ronny Cox            | Fülöp Zsigmond  |
| Riva                           | Nancy Travis         | Tóth Enikő      |
| Von Metz                       | Robert Prosky        | Simon György    |
| Grimmer                        | Paul Koslo           | Konrád Antal    |
| Kapitány                       | Dick O'Neill         | Szabó Ottó      |
| Steckler                       | Jan Tříska           | Jakab Csaba     |
| Weskit                         | Leon Rippy           | Kovács István   |
| Monszinyor                     | Robert Irvin Elliott | Tolnai Miklós   |
| Drummond                       | David Alan Grier     | Balázsi Gyula   |
| Rachel                         | S. Epatha Merkerson  | Kiss Mari       |
| Grimmer embere                 | George P. Wilbur     |                 |
| zsaru                          | John Finn            |                 |
| Willie                         | Reg E. Cathey        |                 |
| műsorvezető                    | Alex Hyde-White      | Hankó Attila    |
| Gerber                         | Tobin Bell           |                 |
| tévébemondó                    | Thomas Kopache       | Mohai Gábor     |
| idős női lakó                  | Susan Peretz         | Pásztor Erzsi   |
| idős férfi lakó                | Al Mancini           |                 |
| kidobó                         | Bill Fagerbakke      | Csikos Gábor    |
| nővér                          | Nancy Parsons        | Czigány Judit   |
| nagyköveti tiszt               | Brad Greenquist      |                 |

## Fogadtatás

### Kritikai visszhang
A Rotten Tomatoes 0%-os minősítést adott a filmnek 19 értékelés alapján. A Variety szerint: „Dan Aykroyd ügyes, többszereplős játéka az egyetlen jótéteménye ennek az üldözéses vígjátéknak.” Vincent Canby a New York Timestól azt írta: „Hackman úr és Aykroyd úr sokkal jobbat érdemelnek. Tényleg megérdemelnék. Mindketten alaposan profi alakítást nyújtanak, amit Clark úr rendezése következetesen alulmúl.” Hal Hinson a Washington Posttól azt írta: „Hackman többnyire csak áll és nézi, ahogy Aykroyd végigfutja az epizódjait, olyan tekintettel, mint akinek valami kimondhatatlan dolog van a cipőtalpán.”

### Bevétel adatai
A Box Office Mojo szerint a film 5,5 millió dolláros bevételt ért el, a költségvetésről nincs adat.